# Thrasher Presents Skate And Destroy
Thrasher Presents Skate And Destroy (či jen Thrasher: Skate And Destroy) od Z-Axis je skateboardová počítačová hra, která byla vydána roku 1999 pro první PlayStation. Vyvinuta byla i verze pro Game Boy Color, ale její vydání bylo později zrušeno. Problém byl hlavně v narůstající oblibě čerstvě vydané hry Tony Hawk's Pro Skater, prvního dílu série, která později zastínila i další sportovní hry.
Ve hře jsou skoro všechny základní triky.
Ač se Thrasher nedá srovnávat s velkými hrami, jako je například série Tony Hawk, přesto je to jedna z ohromujících her.[zdroj?]